# 1810 au Nouveau-Brunswick
Chronologie du Nouveau-Brunswick
- 1806
- 1807
- 1808
- 1809
- 1810
- 1811
- 1812
- 1813
- 1814

Cette page concerne des événements d'actualité qui se sont produits durant l'année 1810 dans la colonie du Nouveau-Brunswick.

## Événements
- 27 janvier : début de la 5e législature du Nouveau-Brunswick.
- Les catholiques obtiennent le droit de vote

## Naissances
- Charles Connell, marchand et député.
- George Moffat (père), homme d'affaires et député.
- 11 août : Robert Barry Cutler, député.